# Gottskalk Falkdal
Gottskalk Falkdal, Gottschalcus, död 3 februari 1374 var biskop i Linköpings stift 1373–1374.
Gottskalk var dominikanermunk och var kung Magnus biktfar.
Efter att kungen förlorat förtroendet för biskop Nils Markusson begärde han hos påve Urban V att biskop Nils skulle avsättas och att Gottskalk istället skulle utnämnas till biskop i Linköping. Påven väntade ett år innan han 1364 utnämnde biskop Nils till biskop i Knin, Dalmatien. Eftersom biskop Nils hade stöd av sin släkting kung Albrekt fortsatte han utöva ämbetet ända fram till 1372 och Gottskalk uppehöll sig hos kung Håkan i Norge.
Gottskalk, som var släkt med Albrekt av Mecklenburg var nitisk förvaltare av kyrkans egendomar och hävdade kyrkans rätt till treårstionde av stormännens lantegendomar, och han försökte återerövra många gårdar som tidigare hört till kyrkan men nu var i frälsets ägo. Han kom därför i konflikt med stormännen.
År 1374 blev Gottskalk mördad av den tjugoårige Mats Gustavsson, vilken blev bannlyst och troligen vistades ett par år utomlands.
En person som utpekats som att på något sätt kan ha legat bakom mordet är fogden på Kalmar slott, Vicke van Vitzen.